# Бутра, Амин
Амин Бутра (фр. Amine Boutrah; род. 26 октября 2000, Порто-Веккио) — французский футболист, полузащитник клуба «Бастия».

## Клубная карьера
Родился в порте Порто-Веккьо, Франция, в семье марокканского происхождения. Бутра — воспитанник клуба «Бастия». 17 февраля 2018 года в матче против «Ле-Понте» Амин дебютировал за клуб. 7 апреля в поединке против «Вильфранша» Бутра забил первый гол за «Бастию».
В 2019 году, Бутра стал игроком клуба «Луччана». 17 августа в матче против «Ниццы B» он дебютировал за новый клуб. 24 августа в поединке против клуба «Балань» забил дебютный гол. 7 сентября против «Кот Блё» отметился первым в карьере хет-триком.
В июле 2021 года на правах свободного агента перешёл в «Конкарно». 6 августа в матче против «Ред Стар» Бутра дебютировал во французском Насьонале. 27 августа в поединке против «Вильфранша» забил первый гол за клуб.
В 2023 году стал игроком нидерландского клуба «Витесс». 11 августа против «Волендама» он дебютировал в Эредивизи. 24 сентября в поединке против «Спарты» Бутра получил травму лодыжки. 10 декабря в матче против «Хераклеса» Амин забил первый гол за «Витесс».
Летом 2024 года перешёл в клуб «Бастия»